# Élections législatives de 1876 en Haute-Savoie
Les élections législatives de 1876 ont eu lieu les 20 février et 5 mars.

## Résultats à l'échelle du département
| Partis         | Partis              | Premier tour | Premier tour | Sièges |
| Partis         | Partis              | Voix         | %            | Sièges |
| -------------- | ------------------- | ------------ | ------------ | ------ |
|                | Gauche républicaine | 24 140       | 43,30        | 2      |
|                | Légitimistes        | 23 189       | 41,60        | 1      |
|                | Union républicaine  | 8 417        | 15,10        | 2      |
|                |                     |              |              |        |
| Inscrits       | Inscrits            | 72 295       | 100,00       | 5      |
| Votants        | Votants             | 55 995       | 77,45        |        |
| Abstentions    | Abstentions         | 16 300       | 22,55        |        |
| Blancs et nuls | Blancs et nuls      | 249          | 0,44         |        |
| Exprimés       | Exprimés            | 55 746       | 99,56        |        |

## Résultats par arrondissement

### Arrondissement d'Annecy
| Candidat       | Candidat       | Parti               | Premier tour | Premier tour |
| Candidat       | Candidat       | Parti               | Voix         | %            |
| -------------- | -------------- | ------------------- | ------------ | ------------ |
|                | Jules Philippe | Gauche républicaine | 9 456        | 54,78        |
|                | D'Anières      | Légitimiste         | 6 415        | 37,16        |
|                | Félix Brunier  | Gauche républicaine | 1 391        | 8,06         |
|                |                |                     |              |              |
| Inscrits       | Inscrits       | Inscrits            | 22 229       | 100,00       |
| Votants        | Votants        | Votants             | 17 285       | 77,76        |
| Abstention     | Abstention     | Abstention          | 4 944        | 22,24        |
| Blancs et nuls | Blancs et nuls | Blancs et nuls      | 23           | 0,13         |
| Exprimés       | Exprimés       | Exprimés            | 17 262       | 99,87        |

### Arrondissement de Bonneville
| Candidat       | Candidat       | Parti              | Premier tour | Premier tour |
| Candidat       | Candidat       | Parti              | Voix         | %            |
| -------------- | -------------- | ------------------ | ------------ | ------------ |
|                | Albert Ducroz  | Union républicaine | 8 417        | 66,22        |
|                | Bouverat       | Légitimiste        | 4 294        | 33,78        |
|                |                |                    |              |              |
| Inscrits       | Inscrits       | Inscrits           | 17 398       | 100,00       |
| Votants        | Votants        | Votants            | 12 831       | 73,75        |
| Abstention     | Abstention     | Abstention         | 4 567        | 26,25        |
| Blancs et nuls | Blancs et nuls | Blancs et nuls     | 120          | 0,94         |
| Exprimés       | Exprimés       | Exprimés           | 12 711       | 99,06        |

### Arrondissement de Saint-Julien
| Candidat       | Candidat       | Parti               | Premier tour | Premier tour |
| Candidat       | Candidat       | Parti               | Voix         | %            |
| -------------- | -------------- | ------------------- | ------------ | ------------ |
|                | Clément Silva  | Gauche républicaine | 6 684        | 54,64        |
|                | Mongellaz      | Légitimiste         | 5 549        | 45,36        |
|                |                |                     |              |              |
| Inscrits       | Inscrits       | Inscrits            | 15 231       | 100,00       |
| Votants        | Votants        | Votants             | 12 301       | 80,76        |
| Abstention     | Abstention     | Abstention          | 2 930        | 19,24        |
| Blancs et nuls | Blancs et nuls | Blancs et nuls      | 68           | 0,55         |
| Exprimés       | Exprimés       | Exprimés            | 12 233       | 99,45        |

### Arrondissement de Thonon
| Candidat       | Candidat         | Parti               | Premier tour | Premier tour |
| Candidat       | Candidat         | Parti               | Voix         | %            |
| -------------- | ---------------- | ------------------- | ------------ | ------------ |
|                | Octave de Boigne | Légitimiste         | 6 931        | 51,19        |
|                | André Folliet    | Gauche républicaine | 6 609        | 48,81        |
|                |                  |                     |              |              |
| Inscrits       | Inscrits         | Inscrits            | 17 437       | 100,00       |
| Votants        | Votants          | Votants             | 13 578       | 77,87        |
| Abstention     | Abstention       | Abstention          | 3 859        | 22,13        |
| Blancs et nuls | Blancs et nuls   | Blancs et nuls      | 38           | 0,28         |
| Exprimés       | Exprimés         | Exprimés            | 13 540       | 99,72        |